# Trocknungsmittel
Trocknungsmittel sind Stoffe, die Wasser oder (seltener) andere Lösungsmittel entziehen. Das Wasser kann chemisch gebunden werden, beispielsweise bei Schwefelsäure, Calciumchlorid oder Phosphorpentoxid, oder die Trocknung kann durch Adsorption erfolgen, wie etwa bei Molekularsieben oder Bentonit. Man unterscheidet zwischen statischer und dynamischer Trocknung. Bei der statischen Trocknung wird dem zu trocknenden Stoff das Trocknungsmittel zugesetzt und wieder entfernt, bei der dynamischen Trocknung durchfließt die gasförmige oder flüssige zu trocknende Substanz das Trocknungsmittel. Trocknungsmittel werden in der Industrie eingesetzt, um Materialien im Laufe der Produktion zu trocknen, um Endprodukte vor unerwünschtem Durchnässen zu schützen, oder als chemisches Mittel gegen physikalisch bedingte Wasserabgabe oder Kondensation. Dies dient der Langlebigkeit eines Produktes, da hierdurch auch Korrosion und unerwünschte Oberflächenveränderungen eines Werkstoffes vermieden werden können.

## Arten
Das am häufigsten eingesetzte Trocknungsmittel ist Luft, genauer Luft mit geringer relativer Luftfeuchtigkeit. Man spricht von Lufttrocknung. Diese wird in nahezu allen Bereichen handwerklicher oder industrieller Fertigung verwendet.
Beispiele:
- Trocknung von Hölzern im Instrumentenbau oder der Möbelindustrie.
- Trocknung von Lebensmitteln als Mittel der Konservierung (Trockenfrüchte, Trockenpilze, Pastirma).
- Trocknung von Textilien auf der Wäscheleine.
- Wirbelschichttrocknung von Natriumchlorid (Salz).

Oft werden auch chemische Verbindungen mit besonderer innerer Struktur als Trocknungsmittel eingesetzt. Man verwendet sie, um Bauteile oder hochwertige Komponenten eines Produktes vor Korrosion oder Kondensation von Wasserdampf zu schützen.

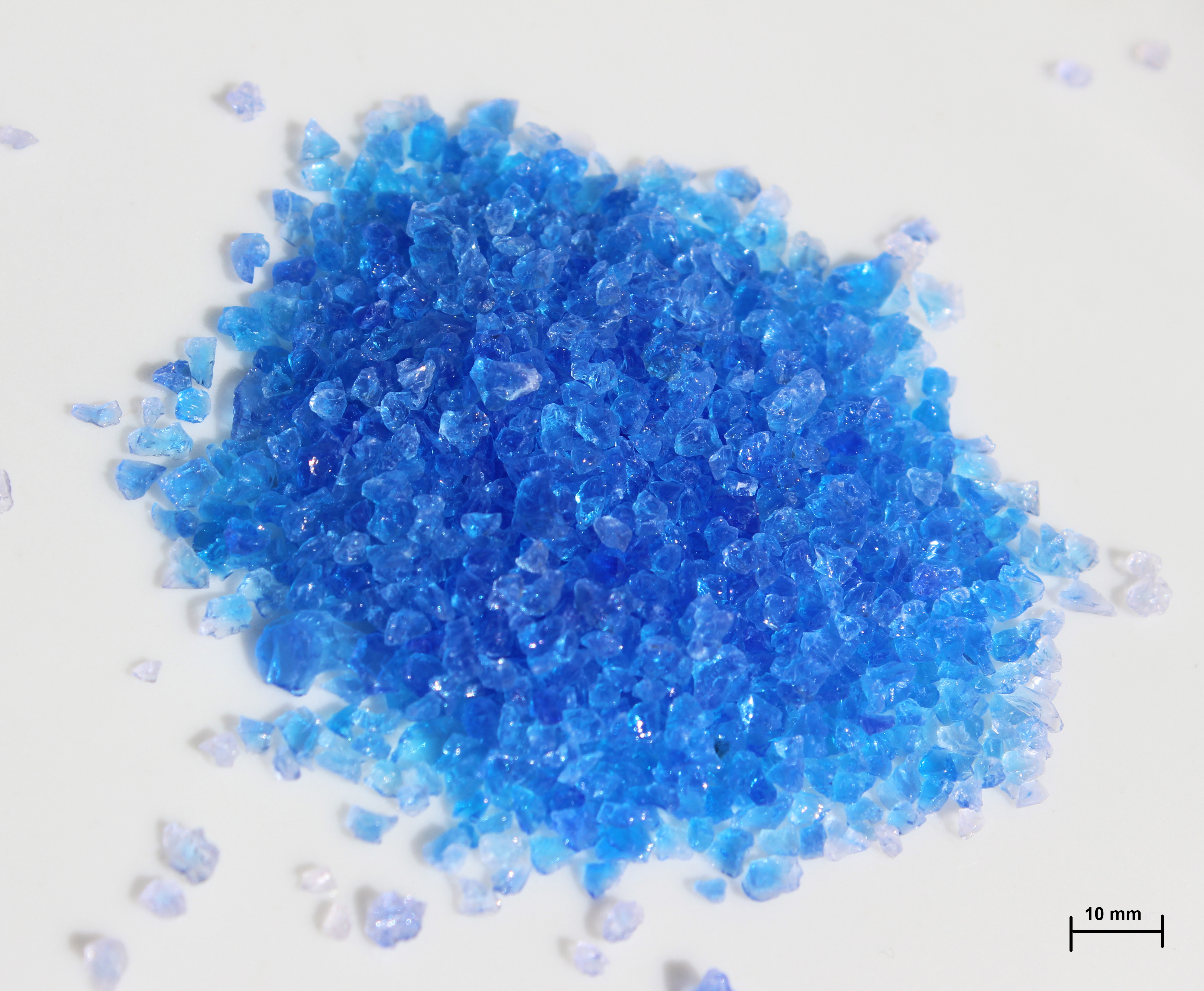
Blaugel trocken (= blau)

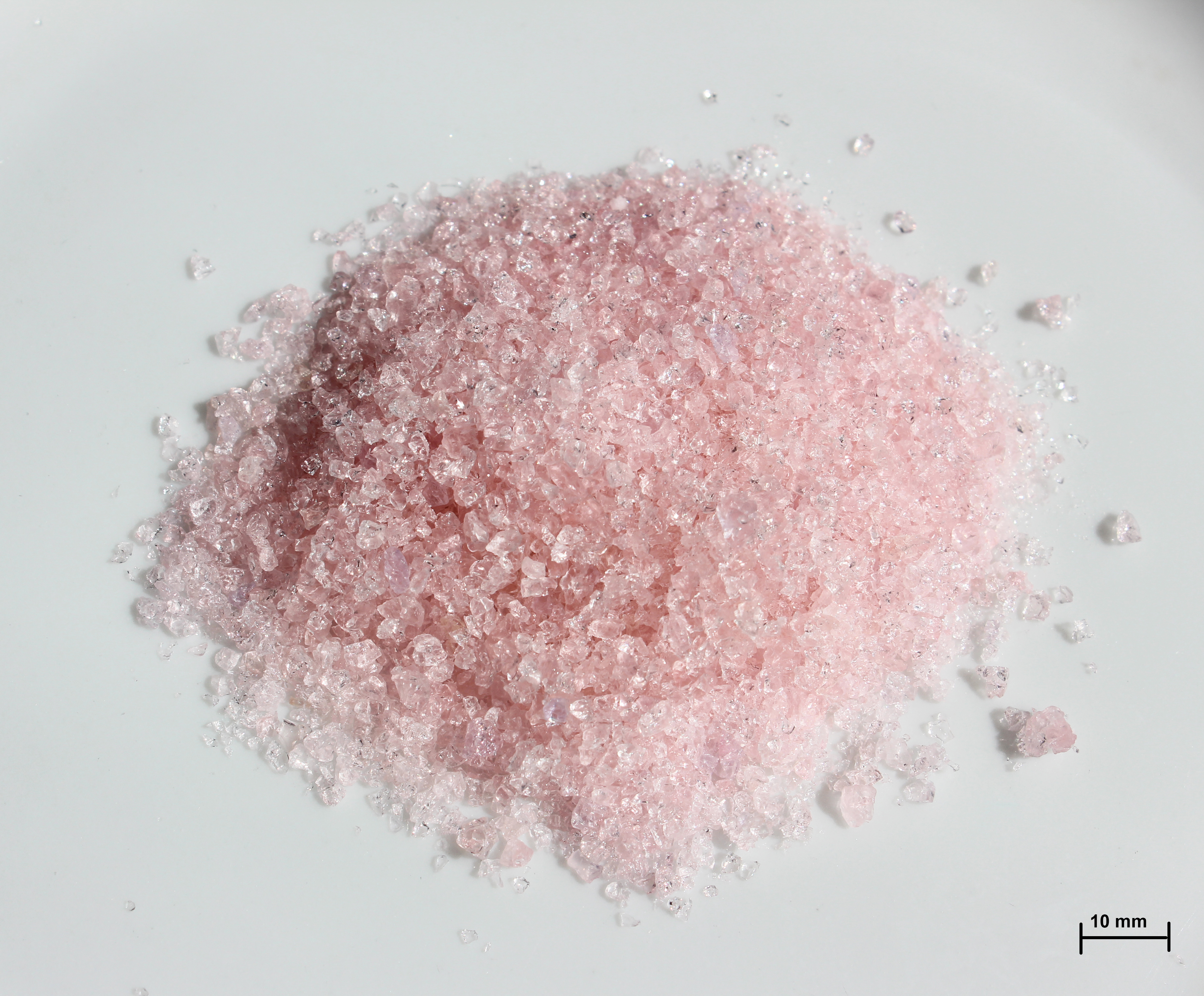
Blaugel feucht (= rosa)

Solche Mittel sind z. B. Silicagel oder Zeolithe. In organisch-chemischen Labors werden oft wasserfreies Natriumsulfat oder Magnesiumsulfat als Trocknungsmittel verwendet.
Diese schließen aufgrund ihrer chemischen und strukturellen Beschaffenheit Wassermoleküle ein und ändern im Anschluss daran durch intermolekulare Kräfte ihre räumliche Molekülstruktur. Wassermoleküle können so nicht mehr aus der Struktur entweichen und bleiben gebunden. Durch Wärmeeinwirkung können diese Trocknungsmittel regeneriert werden, das gebundene Wasser wird so ausgetrieben und das Trocknungsmittel ist erneut verwendbar. Blaugel besteht ebenfalls aus Silicagel, enthält jedoch einen Indikator-Farbstoff [Cobalt(II)-chlorid], der den Grad der Wasseraufnahme anzeigt (blau = trocken bzw. rosa = feucht). Orangegel basiert ebenfalls auf Silicagel als Trocknungsmittel, es wird lediglich ein anderer Indikator zur Anzeige der weiteren Verwendbarkeit benutzt.
Bei besonders hohen Anforderungen an die Trockenheit von Lösungsmitteln (Beispiel: Diethylether) wird mit frisch gepresstem (blankem) Natriumdraht getrocknet. Dabei reagiert das Natrium mit Wasserresten irreversibel zu Natriumhydroxid und gasförmig entweichendem Wasserstoff.
Weitere häufig verwendete Trocknungsmittel sind: Aluminiumoxid (regenerierbar), Calcium, Calciumhydrid, Calciumoxid, Calciumsulfat (regenerierbar), Kaliumcarbonat (regenerierbar), Kaliumhydroxid, Kupfersulfat, Lithiumaluminiumhydrid, Natriumhydroxid.
Es gab auch Versuche, Silica-Gel zum Auftriebsausgleich bei Luftschiffen zu verwenden, um durch Wasseraufnahme aus der Luft die Masse des verbrauchten Treibstoffes zu ersetzen.

## Anwendung
Trocknungsmittel werden unter anderem notwendig bei:
- Trockenhaltung von optischen, feinmechanischen und elektronischen Bauteilen
  - beim Transport innerhalb der Verpackung
  - zum Trockenhalten abgeschlossener Volumina (Gehäuse, optische Komponenten, Laser)
- Trocknungsmittel im Raum zwischen den Scheiben von Isolierglas
- Trocknung von Lösungsmitteln im chemischen Labor[2]
- Trockenhaltung von Klimaanlagen und anderen Kältesystemen
- Trockenhaltung von verpackten Arzneimitteln

## Trocknung von Lösungsmitteln im chemischen Labor

### Typische Trocknungsmittel und ihre Besonderheiten
- Wasserfreies Calciumchlorid ist ein sehr beliebtes Trocknungsmittel, da es kostengünstig ist, eine große Wasserspeicherkapazität aufweist und Wasser schnell aus Kohlenwasserstoffen entfernt.[3] Wasserfreies Calciumchlorid wird in Form farbloser Pellets benutzt; nach längerer oder unsachgemäßer Lagerung können die Pellets zu feinem Calciumchloridstaub zerfallen, dieser Staub kann zusammen mit dem Lösungsmittel durch Filterpapier gelangen und so das Lösungsmittel verunreinigen.[3] Wasserfreies Calciumchlorid neigt zur Bildung von Kristallalkoholen, daher kann es nicht zum Trocknen von Alkoholen verwendet werden.[3][4]
- Wasserfreies Natriumcarbonat und wasserfreies Kaliumcarbonat sind nützliche Trocknungsmittel für basische Lösungsmittel.[3] Sie weisen eine mittlere Wasserspeicherkapazität und eine mittlere Entfernungsgeschwindigkeit auf.[3] Bei sauren Lösungsmittel sollte auf diese Trocknungsmittel verzichtet werden.[3]
- Wasserfreies Natriumsulfat ist ein neutrales Trocknungsmittel, das eine hohe Kapazität für Wasser aufweist.[3] Das Trocknen benötigt relativ viel Zeit, dafür ist Natriumsulfat allerdings kostengünstig. Bei der Aufnahme von Wasser bildet sich ein körniges Hydrat, welches leicht abfiltriert werden kann. Über einer Temperatur von 32 °C verliert Natriumsulfat Wasser, daher muss auf die Lösungsmitteltemperatur geachtet werden.[3]
- Wasserfreies Magnesiumsulfat ist ein gutes Allround-Trocknungsmittel, das eine hohe Kapazität für Wasser aufweist.[3] Lösungsmittel werden relativ schnell getrocknet.[3] Da es als feines Pulver eingesetzt wird besteht die Gefahr, dass die Produkte einer Synthese an der Oberfläche adsorbieren, wenn ein Produkt-Lösungsmittelgemisch getrocknet werden soll. Durch Waschen mit frischem, trockenem Lösungsmittel ist es möglich etwas Produkt zurückzugewinnen.[3] Für empfindliche, saure Lösungsmittel oder Produkt-Lösungsmittelgemische ist ein anderes Trocknungsmittel zu verwenden.[3]
- Wasserfreies Calciumsulfat ist ein neutrales Allround-Trocknungsmittel mit einer niedrigen Wasserspeicherkapazität (nur 0,05 g Wasser pro g CaSO4)[5] aber schnellen Aufnahme.[3] Vertrieben wird es unter anderem unter den Markennamen „Drierit“ („Drierite“ im englischen Sprachraum), welches mit und ohne Indikator (Cobalt(II)-chlorid) erworben werden kann.[3]Calciumsulfat als Trockenmittel „Drierite“, mit Feuchtigkeitsindikator

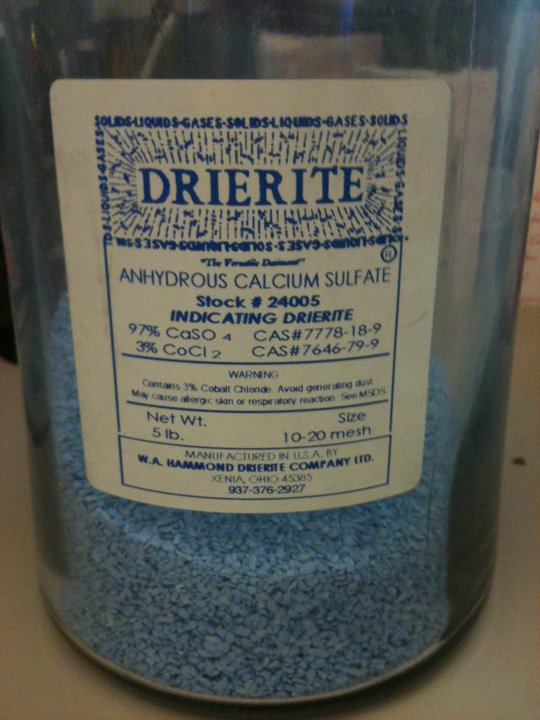
Calciumsulfat als Trockenmittel „Drierite“, mit Feuchtigkeitsindikator

## Verwandte Begriffe
- Feuchthaltemittel sind Lebensmittelzusatzstoffe, die das Austrocknen von Lebensmitteln verhindern.